# 예니 볼프
예니 볼프(독일어: Jenny Wolf, 1979년 1월 31일, 베를린 ~ )는 독일의 여자 스피드스케이팅 선수이다. 단거리 전문 선수로, 2007년 ~ 2012년 여자 500m 종목 세계 신기록 보유자였다.
500m 종목에서 2002년 솔트레이크시티 동계 올림픽에서는 10위를 기록했으며, 2006년 토리노 동계 올림픽에서는 6위를 기록했다. 스피드 스케이팅 월드컵 2005/2006 시즌 100m와 500m에서 종합 우승했으며, 2009년 시즌까지 연속하여 우승했다. 또한 2007년 ~ 2009년 세계 종목별 선수권 500m 대회에서도 연속으로 금메달을 획득한 세계 최고의 여자 단거리 스프린터 중 하나이다. 2007년 3월 10일, 솔트레이크시티에서 열린 세계 종목별 선수권 대회의 두 번째 경기에서 37초 04로 여자 500m 세계 기록을 경신했으며, 11월 16일, 솔트레이크시티에서 열린 월드컵 대회에서 37초 02로 다시 세계 신기록을 경신하였다. 2009년 12월 11일, 역시 솔트레이크시티에서 열린 월드컵 대회에서 또다시 자신의 세계 신기록을 0.02초 단축한 37초 00으로 세계 신기록을 세웠다. 2010년 2월 17일, 밴쿠버 동계올림픽 스피드스케이팅 500m 부문에서도 금메달이 유력시되었으나, 대한민국의 이상화에게 근소한 차로 뒤져 은메달을 획득했다. 2011년 세계 종목별 선수권대회 500m에서 다시 이상화를 꺾고 금메달을 차지했다.
월드컵 대회에는 1998년 ~ 1999년 시즌 처음 참가했으며, 4차례 시즌에서 종합 우승했고, 2012년 ~ 2013년 시즌까지 월드컵 대회에서 누적된 포인트가 총12389점으로 여자 선수 중 가장 많다.
단거리 전문인 그는 100m 종목을 가장 좋아하지만 100m는 올림픽 정식 종목이 아니다.